# Тонконіг бульбистий
Тонконі́г бульби́стий (Poa bulbosa) — багаторічна рослина родини тонконогових. Кормова і декоративна культура, що використовується як газонна трава.

## Опис

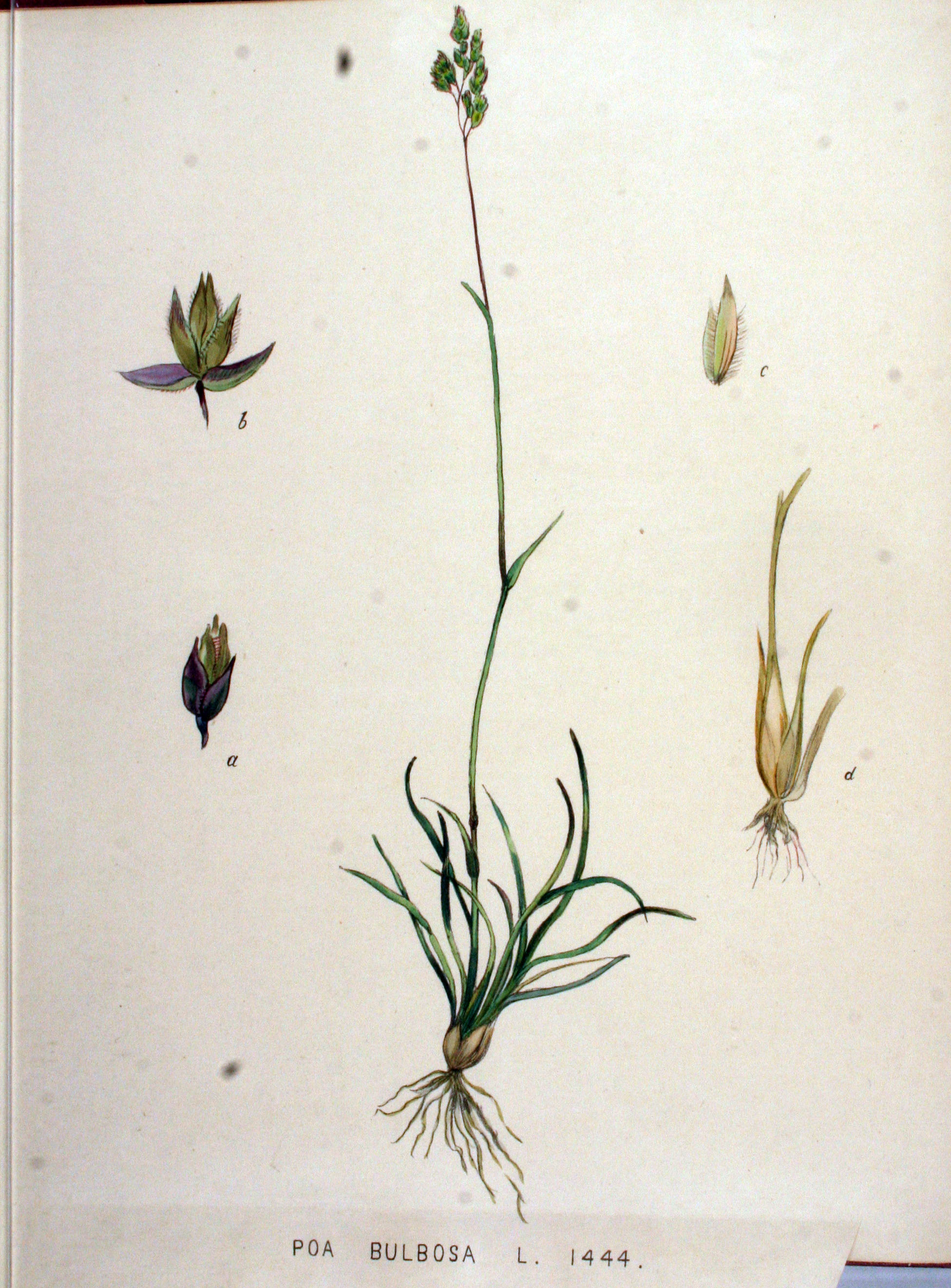
Ілюстрація тонконога бульбистлго у книзі Яна Копса «Flora Batava», Volume 19 (1893)

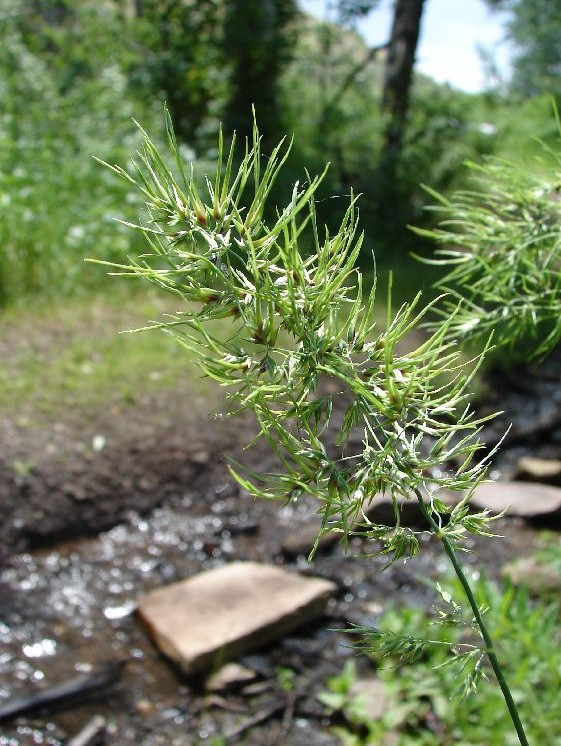
Волоть тонконога бульбистого

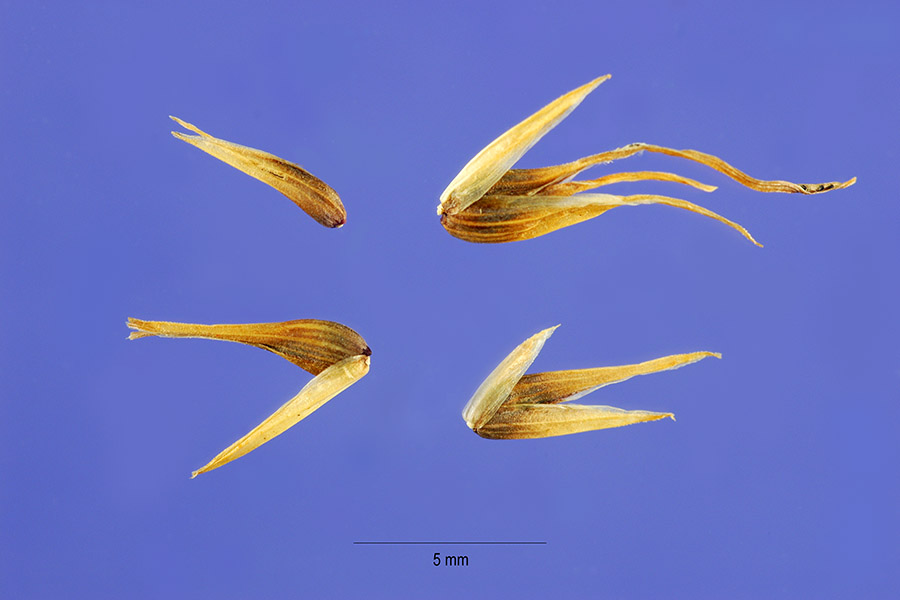
Плоди тонконога бульбистого

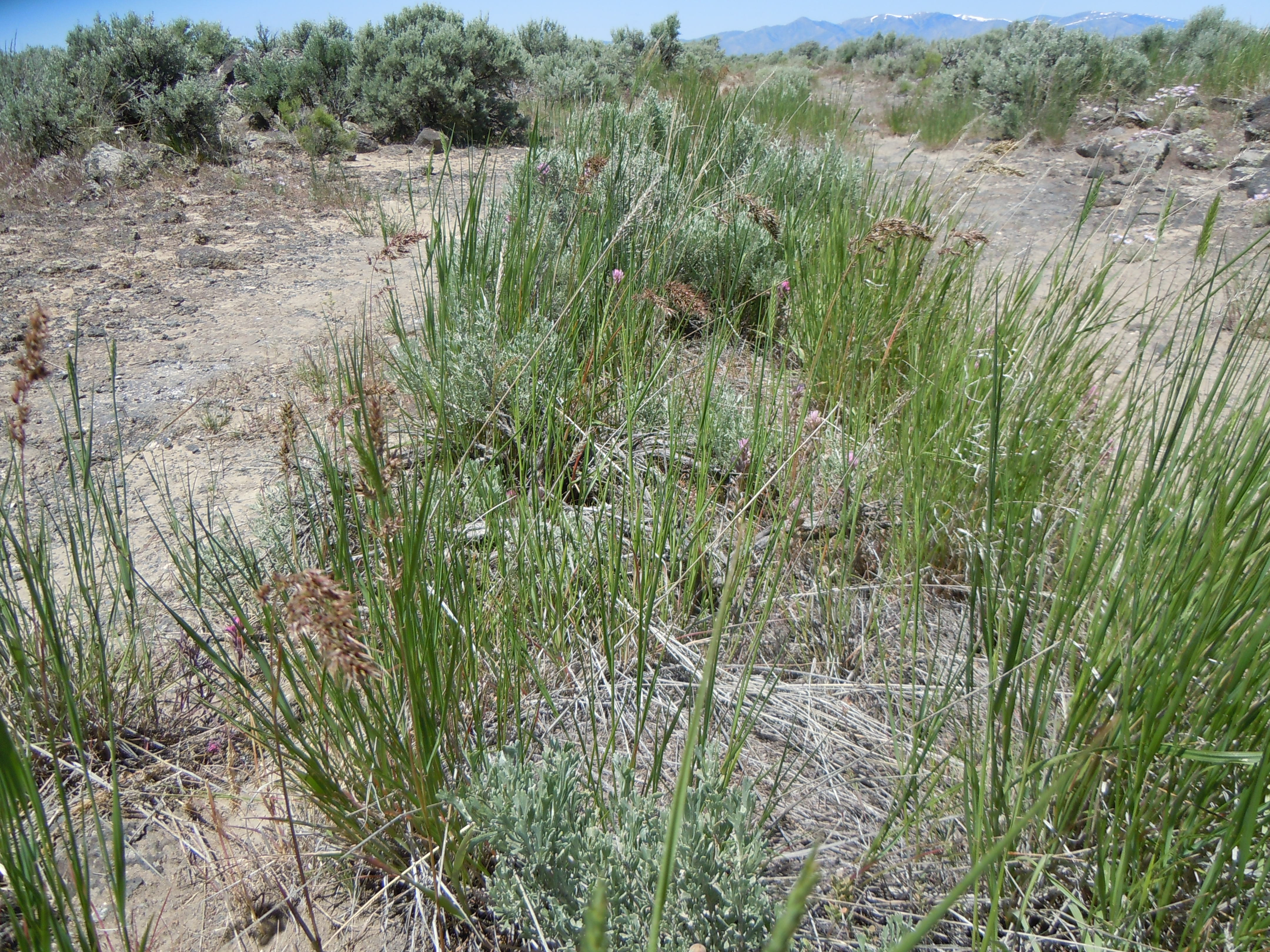
Тонконіг бульбистий в штаті Айдахо, США

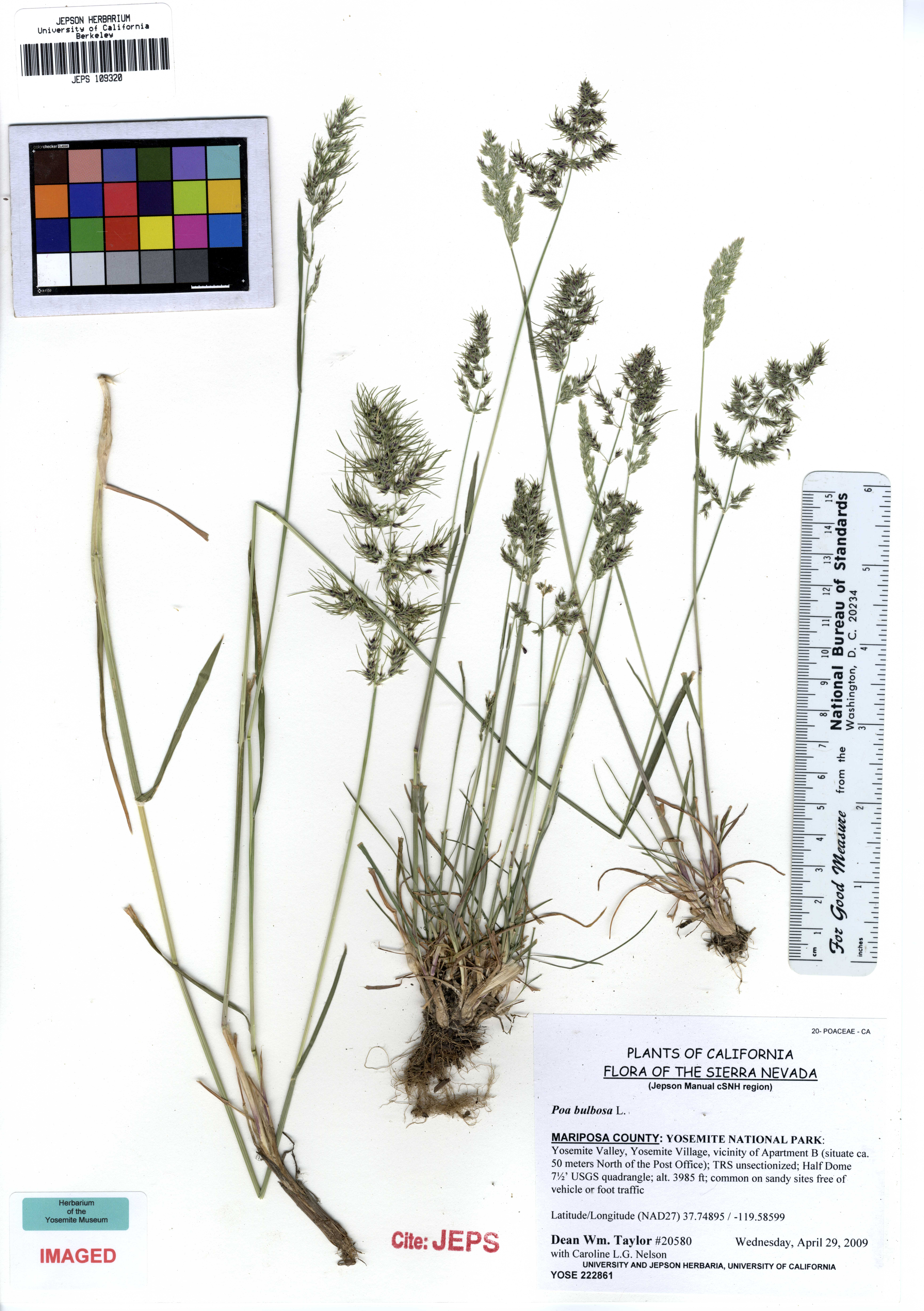
Тонконіг бульбистий, зібраний в Каліфорнії, в гербарії

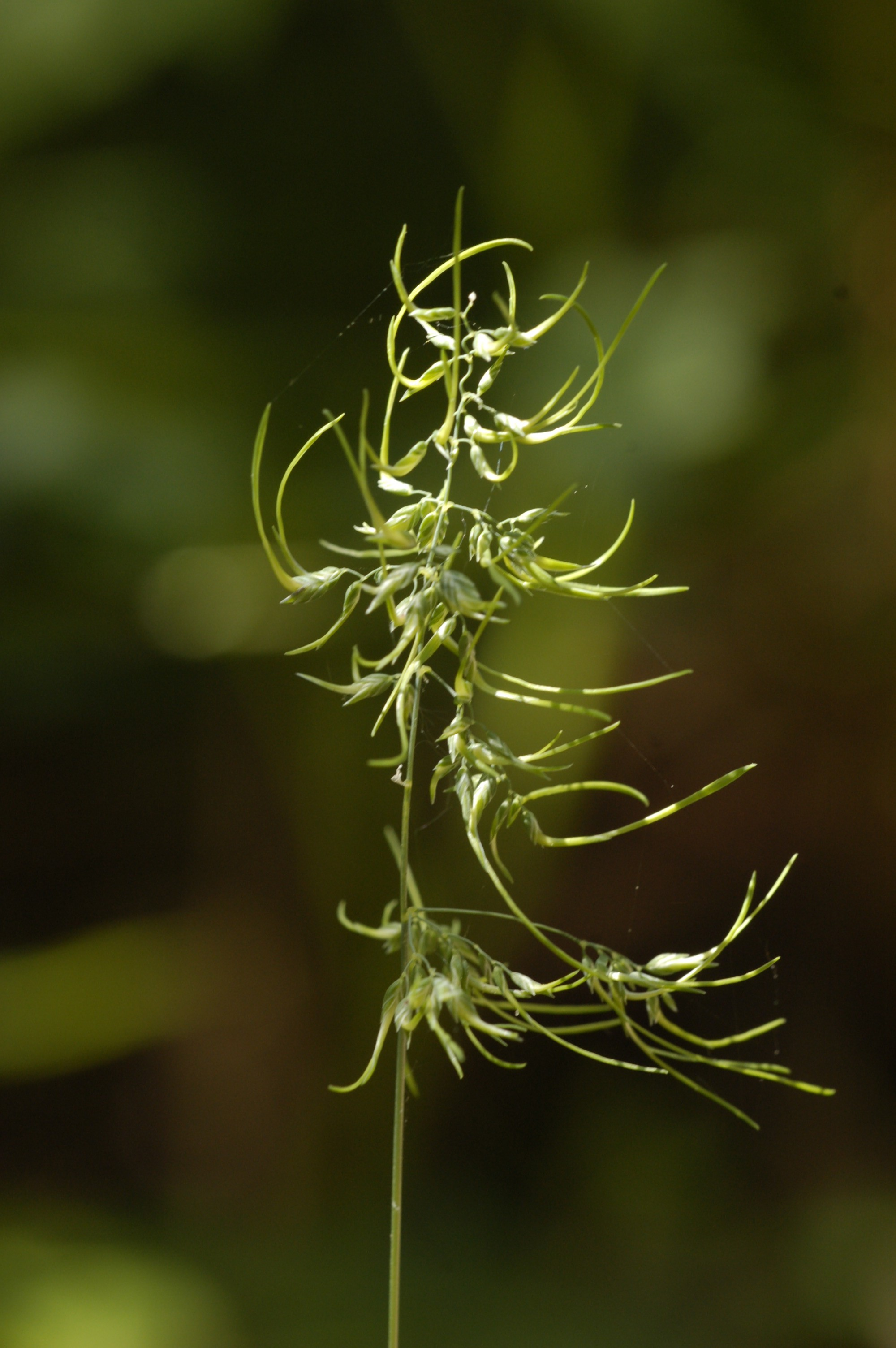
Вівіпарна форма тонконога бульбистого

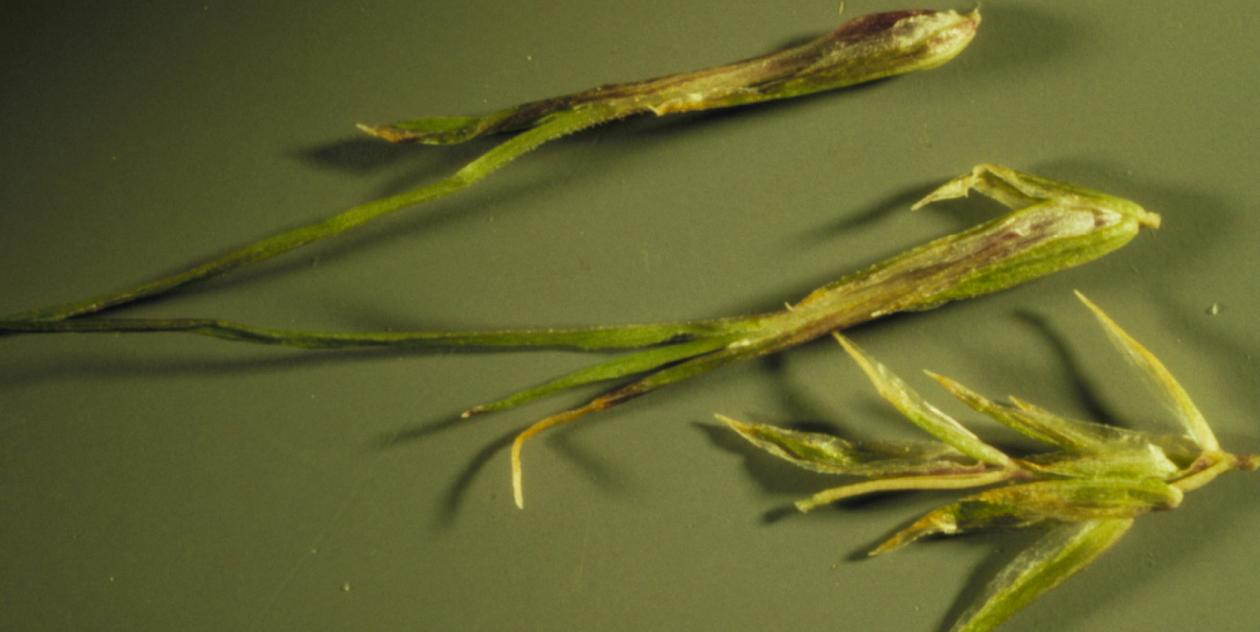
Колоски містять квіточки, які, як правило, перетворюються в маленьких рослинки або цибулинки

Це багаторічна ефемероїдна дрібнодерниста рослина з тонким неглибоким мичкуватим корінням, трьома – десятьма генеративними пагонами заввишки 10–50 см, які біля основи мають дрібні бульбочкоподібні потовщення завбільшки з пшеничне зерно.
Багаторічний злак. Рослина утворює невеликі пухкі дерновини. Стебла 10-50 см заввишки, тонкі, гладкі. Листки вузькі, ниткоподібні, сірувато-зелені, в 5-10 разів коротші піхви, яка при основі пагонів потовщена і розширена, утворює цибулевидне потовщення.
Суцвіття — густа, стиснута волоть. Колоски 3,5-7 мм завдовжки, яйцеподібні, з 4-8 (12) квітками. Колоскові луски широко яйцеподібні, тонко загострені; нижня квіткова луска 2,75-3,5 мм завдовжки. Колоски зазвичай перетворені в цибулинки (вівіпарії); нижні квіткові луски з 5 жилками, в нижній частині коротковолосисті, але у вівіпарних колосків часто голі. Калус з невеликим пучком з довгих звивистих волосків. Цвіте у квітні-червні. Розмножується насінням, цибулинами і діленням кущів.
Анемофіл; апомікт. Живородяща форма відома як Poa bulbosa var. vivipara Koel. (= Poa bulbosa subsp. vivipara (Koel.) Arcang.).
Число хромосом — 2n = 14, 28, 39, 42, 45.
Тонконіг бульбистий – рослина посухостійна, витримує солонцюватість і щебінчатість ґрунтів, морозостійка. Починає відростати рано навесні, протягом 30–35 днів закінчує вегетацію і засихає. Період спокою триває до 11 місяців, якщо не йде в ріст з осені або під час м'якої зими при наявності вологи.

## Поширення
Батьківський ареал тонконогу – сухі степи, напівпустелі та пустелі Євразії та Північної Африки, де він є одним з основних компонентів цілинних і перелогових територій. Рослина надзвичайна невибаглива до умов існування. 

### Природний ареал
- Африка
  - Макаронезія: Португалія — Мадейра; Іспанія — Канарські острови
  - Північна Африка: Алжир; Лівія; Марокко; Туніс
  - Південна Африка: ПАР
- Азія
  - Західна Азія: Афганістан; Кіпр; Іран; Ірак; Ізраїль; Йорданія; Ліван; Сирія; Туреччина
  - Кавказ: Вірменія; Азербайджан; Грузія; Російська Федерація — Передкавказзя, Дагестан
  - Сибір: Західний Сибір
  - Середня Азія: Казахстан; Киргизстан; Таджикистан; Туркменистан; Узбекистан
  - Індійський субконтинент: Індія; Непал; Пакистан
- Європа
  - Північна Європа: Данія; Фінляндія; Норвегія; Швеція; Велика Британія
  - Середня Європа: Австрія; Бельгія; Чехія; Німеччина; Угорщина; Нідерланди; Польща; Словаччина; Швейцарія
  - Східна Європа: Білорусь; Естонія; Латвія; Литва; Молдова; європейська частина Росії; Україна (вкл. Крим)
  - Південно-Східна Європа: Албанія; Болгарія; Хорватія; Греція (вкл. Крит); Італія (вкл. Сардинія, Сицилія); Румунія; Сербія; Словенія
  - Південно-Західна Європа: Франція (вкл. Корсика); Португалія; Іспанія (вкл. Балеарські острови)

### Ареал натуралізації
- Австралія
  - Австралія
  - Нова Зеландія
- Північна Америка
- Канада
- США

### Адвентивний ареал
- Південна Америка
  - Аргентина; Чилі

## Екологія
Росте у степах і напівпустелях, на прирічкових пісках і галечниках, на кам'янистих і щебенистих схилах.

## Господарське значення
Використовується як кормова рослина. Може використовуватися для влаштування газонів.